# Amir Richardson
Amir Richardson (Nice, 24 januari 2002) is een Marokkaans-Frans profvoetballer die doorgaans als middenvelder speelt. Hij verruilde in 2024 Stade Reims voor ACF Fiorentina. Richardson debuteerde in 2023 in het Marokkaans voetbalelftal.

## Jeugd
Richardson is geboren in Frankrijk als zoon van een Marokkaanse moeder en Amerikaanse vader. Zijn vader, Micheal Ray Richardson, is een voormalig NBA-basketballer.

## Clubcarrière
Richardson debuteerde op 15 mei op de laatste speeldag van het seizoen 2020/21 voor Le Havre AC. Hij startte die wedstrijd in de basis. Het seizoen erop was Richardson een vaste kracht in het elftal en speelde vierendertig wedstrijden. Zijn goede prestaties leverde hem een transfer op naar Stade de Reims, dat uitkwam in de Ligue 1. De club uit Reims betaalde twee miljoen euro voor de Marokkaan, en besloot hem nog voor een seizoen te laten uitkomen voor Le Havre AC op huurbasis.
In het seizoen 2023/24 sloot Richardson aan bij de hoofdmacht van Reims.

## Clubstatistieken
| Seizoen     | Club          | Competitie  | Competitie | Competitie | Beker | Beker | Internationaal | Internationaal | Totaal | Totaal |
| Seizoen     | Club          | Competitie  | Wed.       | Dlp.       | Wed.  | Dlp.  | Wed.           | Dlp.           | Wed.   | Dlp.   |
| ----------- | ------------- | ----------- | ---------- | ---------- | ----- | ----- | -------------- | -------------- | ------ | ------ |
| 2020/21     | Le Havre AC   | Ligue 2     | 1          | 0          | 0     | 0     | -              | -              | 1      | 0      |
| 2021/22     | Le Havre AC   | Ligue 2     | 33         | 0          | 1     | 0     | -              | -              | 34     | 0      |
| 2022/23     | Stade Reims   | Ligue 1     | 0          | 0          | 0     | 0     | -              | -              | 0      | 0      |
| 2022/23     | → Le Havre AC | Ligue 2     | 34         | 3          | 0     | 0     | -              | -              | 34     | 3      |
| Club totaal | Club totaal   | Club totaal | 68         | 3          | 1     | 0     | 0              | 0              | 69     | 3      |
| 2023/24     | Stade Reims   | Ligue 1     | 14         | 3          | 0     | 0     | -              | -              | 14     | 3      |
| Club totaal | Club totaal   | Club totaal | 14         | 3          | 0     | 0     | 0              | 0              | 14     | 3      |

Bijgewerkt t/m 4 februari 2024.

## Interlandcarrière
Richardson speelde zes jeugdinterlands voor Frankrijk -20 alvorens hij de overstap maakte naar Jong Marokko. Met de Atlasleeuwen won hij in 2023 het Afrikaans kampioenschap voetbal onder 23 in Marokko. Richardson was een vaste waarde in het elftal en verdiende een oproep voor het eerste elftal. Hij debuteerde op 12 september met een invalbeurt tegen Burkina Faso (1-0 gewonnen).
Richardson werd opgenomen in de selectie voor de Afrika Cup 2023 dat in januari-februari 2024 werd gehouden Ivoorkust. Hij viel in de derde groepswedstrijd tegen Zambia (1-0 gewonnen) twintig minuten voor tijd in.
2 Okumu ·
4 Busi ·
5 Agbadou  ·
6 Atangana ·
7 Ito ·
9 Daramy ·
10 Teuma ·
11 Salama ·
14 Khadra ·
15 Munetsi ·
16 Butelle ·
17 Nakamura ·
18 Akieme ·
19 Moscardo ·
20 Olliero ·
21 Kipré ·
22 Diakité ·
23 Buta ·
25 De Smet ·
55 Sangui ·
67 Diakhon ·
71 Fofana ·
72 Am. Koné ·
92 Ab. Koné ·
94 Diouf ·
Coach: Elsner